# United States Army Cyber Command
Lo United States Army Cyber Command (ARCYBER)  è un comando dell'Esercito degli Stati Uniti, responsabile di tutte le sue reti informatiche e le attività nel cyberspazio. Il suo quartier generale è situato presso il Redstone Arsenal, in Alabama. È la componente terrestre dello United States Cyber Command.

## Organizzazione
Al 2024 il comando controlla le seguenti unità:

### Network Enterprise Technology Command (NETCOM),Fort Huachuca,Arizona
Il comando configura, opera, mantiene e sostiene il DODIN-A.
- 2nd Theater Signal Brigade, USAREUR, Wiesbaden, Germania
  - 39th Strategic Signal Battalion
  - 44th Expeditionary Signal Battalion
  - 52nd Strategic Signal Battalion
- 7th Signal Command (Theater), ARNORTH, Fort Gordon, Georgia
  -  21st Signal Brigade - Fort Detrick, Maryland
    -  56th Signal Battalion, Joint Base San Antonio-Lackland, Texas
    - 114th Signal Battalion - Raven Rock Mountains Complex, Pennsylvania
    - 302nd Signal Battalion - Fort Detrick, Maryland

  -  93rd Signal Brigade - Fort Knox, Kentucky
  -  106th Signal Brigade - Joint Base San Antonio-Lackland, Texas
- 335th Signal Command (Theater), (USARC), ARCENT
- 311th Signal Command (Theater), USARPAC, Fort Shafter, Hawaii
  -  1st Signal Brigade, Camp Humphreys, Corea del Sud
  -  516th Signal Brigade
- 1st Information Operations Command, Fort Belvoir, Virginia
  - Headquarters and Headquarters Detachment
  - 1st Battalion
  - 2nd Battalion
- 780th Military Intelligence Brigade (Cyber)
  - 781st Military Intelligence Battalion, Fort George G. Meade, Maryland
  - 782nd Military Intelligence Battalion, Fort Gordon, Georgia
  - 915th CWB, Fort Gordon, Georgia
- Cyber Protection Brigade, Fort Gordon, Georgia
- 91st Cyber Brigade, Virginia Army National Guard
- Army Reserve Cyber Protection Brigade, (USARC)

### DODIN-A
Il DODIN è un ambiente tecnologico federale di oltre 15.000 ambienti in rete e cloud non classificati e classificati in tutto il mondo gestiti da 45 comandi combattenti, servizi e agenzie del DoD e attività sul campo. Il DODIN include tutti i dispositivi abilitati come telefoni cellulari e laptop, sistemi d'arma e le informazioni raccolte, archiviate, diffuse e gestite per l'accesso su richiesta da parte di combattenti, decisori politici e personale di supporto.